# James Wan
James Wan (26 de febrer de 1977) és un director, guionista, i productor australià d'origen malaisi.
És conegut per la pel·lícula de terror Saw (2004) i per crear Billy el Titella. També va dirigir Dead Silence i Death Sentence (totes dues de 2007), Insidious (2010), L'expedient Warren i Insidious: Chapter 2 (totes dues de 2013), Furious 7 (2015), The Conjuring 2 (2016) i Aquaman (2018). Furious 7 i Aquaman van recaptar per damunt d'un miler de milions de dòlars, fent de Wan el vuité director amb dues pel·lícules en el club del miler de milions.

## Filmografia

### Cinema
| 2000            | Stygian                            | Sí              | No              | Sí              | Codirigida i coescrita amb Shannon Young                                                                                             |
| 2003            | Saw 0.5                            | Sí              | No              | Esborrany       | Curtmetratge; esborrany escrit amb Leigh Whannell; editat                                                                            |
| 2004            | Saw                                | Sí              | No              | Esborrany       | Debut com a director; esborrany coescrit amb Leigh Whannell                                                                          |
| 2005            | Saw II                             | No              | Executiu        | No              | |
| 2006            | Saw III                            | No              | Executiu        | Esborrany       | Coescrit esborrany amb Leigh Whannell                                                                                                |
| 2007            | Dead Silence                       | Sí              | No              | Esborrany       | Coescrit esborrany amb Leigh Whannell                                                                                                |
| 2007            | Sentència de mort                  | Sí              | No              | No              | |
| 2007            | Saw IV                             | No              | Executiu        | No              | |
| 2008            | Doggie Heaven                      | Sí              | No              | Esborrany       | Curtmetratge; coeditat amb Joseph Hui                                                                                                |
| 2008            | Saw V                              | No              | Executiu        | No              | |
| 2009            | Saw VI                             | No              | Executiu        | No              | |
| 2010            | Insidious                          | Sí              | No              | No              | Coeditat amb Kirk Morri |
| 2010            | Saw 3D                             | No              | Executiu        | No              | |
| 2013            | L'expedient Warren (The Conjuring) | Sí              | No              | No              | |
| 2013            | Insidious: Chapter 2               | Sí              | No              | Esborrany       | Coescrit amb Leigh Whannell |
| 2014            | Annabelle                          | No              | Sí              | No              | |
| 2015            | Demonic                            | No              | Sí              | No              | |
| 2015            | Furious 7                          | Sí              | No              | No              | |
| 2015            | Insidious: Chapter 3               | No              | Sí              | No              | Actor; Jurat de la Prova de l'Escola d'Actuació (cameo)                                                                              |
| 2016            | The Conjuring 2                    | Sí              | Sí              | Sí              | Coescrit guió amb Chad Hayes, Carey W. Hayes i David Leslie Johnson-McGoldrick; coescrit l'esborrany amb Chad Hayes & Carey W. Hayes |
| 2016            | Lights Out                         | No              | Sí              | No              | |
| 2017            | Annabelle: Creation                | No              | Sí              | No              | |
| 2017            | Jigsaw                             | No              | Executiu        | No              | |
| 2018            | Insidious: The Last Key            | No              | Sí              | No              | |
| 2018            | The Nun                            | No              | Sí              | Esborrany       | Esborrany coescrit amb Gary Dauberman; director segon unitat                                                                         |
| 2018            | Aquaman                            | Sí              | No              | Esborrany       | Esborrany coescrit amb Geoff Johns i Will Beall                                                                                      |
| 2019            | The Curse of La Llorona            | No              | Sí              | No              | |
| 2019            | Annabelle Comes Home               | No              | Sí              | Esborrany       | Esborrany coescrit amb Gary Dauberman                                                                                                |
| 2020            | The Conjuring 3                    | No              | Sí              | Esborrany       | Esborrany coescrit amb David Leslie Johnson-McGoldrick                                                                               |
| 2020            | The Organ Donor                    | No              | Executiu        | No              | |
| 2021            | Mortal Kombat                      | No              | Sí              | No              | |
| 2022            | Aquaman 2                          | Per anunciar-se | Sí              | No              | |
| Per anunciar-se | There's Someone Inside Your House  | No              | Sí              | No              | |
| Per anunciar-se | Silvercup (títol provisional)      | Sí              | Per anunciar-se | Per anunciar-se | |